# Millettia laurentii
Cet article possède des paronymes, voir Wenge BCBG, Kennedy Wenge et Luther Wenge.
Espèce
Statut de conservation UICN

 EN A1cd : En danger
Classification phylogénétique
Millettia laurentii, le Faux Ébénier, le Palissandre d'Afrique, wenge (prononcer [wɛŋɛ]) ou l’Awong, est une espèce de plantes à fleurs de la famille des Fabaceae. C'est un arbre à bois sombre des régions tropicales et équatoriales d’Afrique (notamment au Cameroun, en Congo-Kinshasa, au Gabon, en Tanzanie et au Mozambique), très foncé et dense. En raison de la destruction de son habitat naturel et de sa surexploitation par l'être humain, Millettia laurentii est classé depuis 1998 comme "Espèce en danger" par l'Union internationale pour la conservation de la nature.
Son bois très durable est utilisé dans la production de tabletterie, brosserie, parquet, sculpture et ébénisterie fine, ainsi qu'en lutherie. 

## Noms
Le wenge est parfois appelé : palissandre d'Afrique ou du Congo (bien que n'étant pas du genre Dalbergia), faux ébénier, dikela, Mibotu, Bokonge, Mokange, Panga Panga (variété généralement plus claire), Anong, Awong, N'son-so, N'gondou, Jambiré, Kiboto, gâlé (ethnie baoulé de Côte d'Ivoire).
Nom botanique : Millettia laurentii (De Wild) / Millettia stuhlmanni (Taub)
Le nom de Millettia laurentii est un hommage au botaniste Émile Laurent.

## Description du bois d’œuvre
Ce bois, qui pousse dans les forêts du Mozambique et le bassin du Congo, présente un tissage grossier, et une fibre irrégulière souvent très croisée. À l'état frais, il est de couleur orangée, qui vire rapidement au brun-chocolat. Coupé sur quartier, il présente des veines fines et régulières alternées, qui prennent des allures très variées et appréciées lorsqu'il est coupé sur dosse. Très dur, il est difficile à travailler.

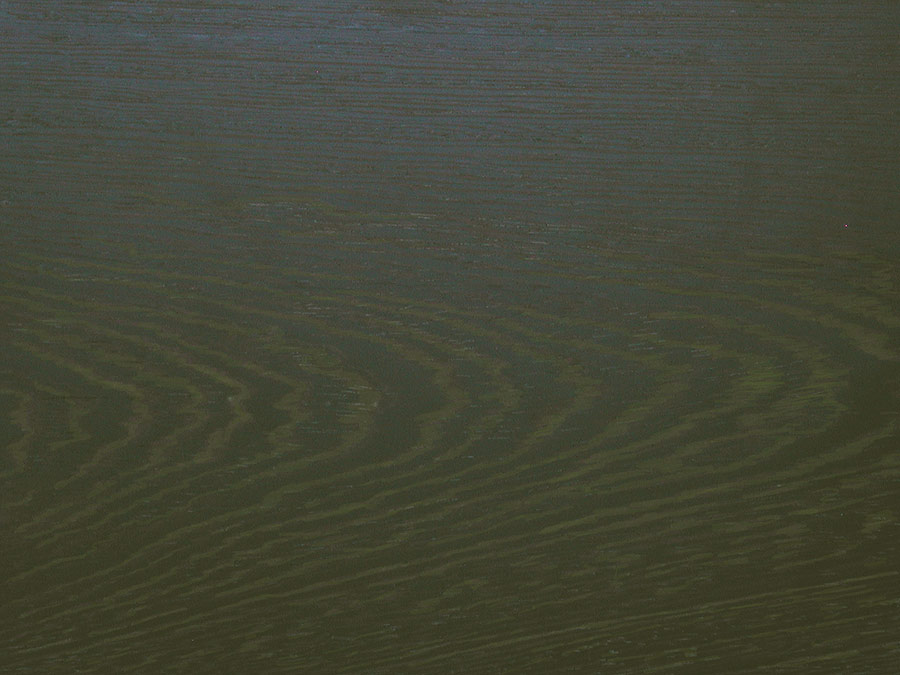
Bois de wenge.